# 民主刷新党 (アンゴラ)
| 民主刷新党 Partido Renovador Democrático | 民主刷新党 Partido Renovador Democrático |
| ---------------------------------------- | ---------------------------------------- |
| 党首                                     |                                          |
| 成立年月日                               | 1990年12月16日                           |
| 党本部所在地                             | ルアンダ                                 |
| 政治的立場                               |                                          |
| シンボル                                 |                                          |
| 色（イメージカラー）                     |                                          |
| 国際提携                                 |                                          |
| ウェブサイト                             |                                          |

民主刷新党（みんしゅさっしんとう、ポルトガル語: Partido Renovador Democrático、略称:PRD）は、アンゴラの政党。1990年12月16日結成。党の創設者たちは、1977年にアンゴラ解放人民運動(MPLA)指導部から党内抗争によって追放された人たちである。党議長（党首）は、ルイス・ダ・シルヴァ・ドス・パッソス。
結成直後から党内抗争、分裂に苦しみ、1992年4月には、党議長ジョアキム・ピント・デ・アンドラーデが離党する騒ぎが起き、同年8月にはヴィンセンテ・ジュニオル書記長も離党している。